# 马米托夫·吐尔逊
马米托夫·吐尔逊（1928年12月—2022年10月23日），新疆伊宁人，维吾尔族，中国人民解放军中将，新疆军区副兵团职离休干部、新疆军区原副政委兼纪委书记。

## 生平
1944年，吐尔逊参加新疆三区革命，历任新疆民族军乌苏野战医院军医、军医训练班学员、新疆民族军独立骑兵营卫生队队长、第5骑兵团卫生队军医、副队长等职位。中华人民共和国成立后，历任中国人民解放军第五军后勤部政治部副主任、代理主任、卫生部科长、自治区革委会秘书组、宣传组、政工组副组长等职位。1985年，任新疆军区副政治委员。1988年任中共新疆军区纪律检查委员会专职副书记。同年授予中将军衔。
2022年10月23日，吐尔逊因病于乌鲁木齐逝世，享年94岁。讣告刊登在2023年1月13日的《解放军报》。